# Unité urbaine de Vireux-Wallerand
L'unité urbaine de Vireux-Wallerand est une unité urbaine française centrée sur la commune de Vireux-Wallerand, au cœur de la treizième agglomération urbaine du département des Ardennes, située dans la région Grand Est.

## Données générales
En 2010, selon l'Insee, l'unité urbaine était composée de deux communes.
En 2020, à la suite d'un nouveau zonage, elle est composée des deux mêmes communes.
En 2022, avec 3 331 habitants, elle représente la 13e unité urbaine du département des Ardennes.

## Composition de l'unité urbaine en 2020
Elle est composée des deux communes suivantes :
| Nom                             | Code Insee | Département | Statut       | Superficie (km2) | Population (dernière pop. légale) | Densité (hab./km2) | Modifier                                    |
| ------------------------------- | ---------- | ----------- | ------------ | ---------------- | --------------------------------- | ------------------ | ------------------------------------------- |
| Vireux-Wallerand (ville-centre) | 08487      | Ardennes    | ville-centre | 21,07            | 1 849 (2022)                      | 88                 | modifier les données · modifier les données |
| Vireux-Molhain                  | 08486      | Ardennes    | banlieue     | 8,29             | 1 482 (2022)                      | 179                | modifier les données · modifier les données |

## Évolution démographique
| 1968  | 1975  | 1982  | 1990  | 1999  | 2008  | 2013  | 2019  |
| ----- | ----- | ----- | ----- | ----- | ----- | ----- | ----- |
| 4 170 | 4 198 | 3 971 | 3 943 | 3 869 | 3 575 | 3 602 | 3 421 |

#### Données générales
- Unité urbaine
- Aire d'attraction d'une ville
- Aire urbaine (France)
- Liste des unités urbaines de France

#### Données démographiques en rapport avec l'unité urbaine de Vireux-Wallerand
- Aire d'attraction de Givet
- Arrondissement de Charleville-Mézières

#### Données démographiques en rapport avec les Ardennes
- Démographie du département des Ardennes
- Liste des unités urbaines du département des Ardennes